# WildStorm
WildStorm – imprint amerykańskiego wydawnictwa komiksowego DC Comics, Początkowo założona jako niezależna firma przez Jima Lee pod nazwą „Aegis Entertainment”, a następnie rozwijana w kolejnych latach przez innych twórców, WildStorm stała się w 1998 roku imprintem wydawnictwa DC Comics.

## Historia
Aegis Entertainment, założone przez Jima Lee i Brandona Choi, było jednym z pierwszych studiów, które utworzyły Image Comics założonego w 1992 roku przez byłych rysowników Marvel Comics, w tym Lee. Wyrosło z Homage Studios, przestrzeni roboczej dzielonej przez Lee, Whilce’a Portacio, Scotta Williamsa i innych artystów w San Diego w Kalifornii. Do Homage Studios wkrótce dołączył jeden z założycieli Image Comics, Marc Silvestri. Chociaż pracował w studiu, jego projekty ukazywały się pod jego własnym imprintem, Top Cow. Silvestri kontynuował pracę w Homage Studios do 1994 roku.
Pierwszym projektem Aegis Entertainment dla Image było WildC.A.T.s Jima Lee. Linia została rozszerzona w 1993 roku o Deathblow, Stormwatch i Union. Publiczne poszukiwania talentów przez Homage Studios, ogłoszone w drugim numerze WildC.A.T.s, doprowadziły do zatrudnienia w 1993 roku takich artystów jak Brett Booth, J. Scott Campbell, Alex Garner i inni.
W 1993 roku Image Comics i Valiant Comics rozpoczęły publikację międzywydawniczego crossovera Deathmate. Projekt był wynikiem rozmów Lee oraz ówczesnego wydawcy Valiant Comics Steve’a Massarsky’ego i wiceprezesa ds. marketingu Jona Hartza w 1992 roku na temat możliwości crossovera. Homage Studios wyprodukowało Deathmate Black, który miał ukazać się późnym latem, ale ostatecznie został wydany dopiero w październiku. Historyk komiksu Jason Sacks napisał: „Wielu uważa Deathmate za komiks, który w pojedynkę zakończył złoty okres branży i był główną przyczyną zamknięcia tak wielu sklepów komiksowych. Prawda jest taka, że winę można było rozłożyć na wiele czynników”.
Pod koniec 1993 roku Lee zmienił nazwę Aegis Entertainment na Wildstorm Productions będącą zbitka dwóch sztandarowych tytułów WildC.A.T.s i Stormwatch. Wyjaśnił, że w miarę rozwoju Aegis i zmian na rynków uznał, że nowa nazwa lepiej odda charakter wydawanych publikacji. Były redaktor DC Bill Kaplan został zatrudniony do nadzorowania produkcji i harmonogramów wydawniczych, aby rozwiązać problem nieregularnych premier.
Image opublikowało pierwszy numer Gen13 pod marką Wildstorm w 1994 roku. Chociaż zamówienia wstępne wyniosły zaledwie 173 tys. egzemplarzy, był to największy hit Image w tym roku, w czasie, gdy sprzedaż wydawnictwa spadała. W latach 1992–1993 wiele tytułów Image sprzedawało się w nakładach powyżej 500 tys. egzemplarzy na numer, ale do połowy 1994 roku tylko najlepiej sprzedające się komiksy osiągały 250 tys. egzemplarzy. Dyrektor wykonawczy Image, Larry Marder, później przyznał, że crossover Deathmate zaszkodził reputacji Image, ale Gen13 skłoniło sprzedawców detalicznych do ponownej oceny firmy.
Animowany serial WildC.A.T.s nadawany w sobotnie poranki trwał tylko jeden sezon (1994–1995). Pełnometrażowa animowana ekranizacja Gen13 pod tym samym tytułem została wyprodukowana, ale nigdy nie został wydana w Stanach Zjednoczonych – The Walt Disney Company nabył prawa do dystrybucji krajowej, ale zdecydował się nie wydawać filmu. Paramount Pictures posiadał prawa do dystrybucji międzynarodowej i wypuścił film jedynie na kilku zagranicznych rynkach. Gra karciana Wildstorms: The Expandable Super-Hero Card Game była produkowana w latach 1995–1997, a później rozszerzona o zestaw crossoverowy z Marvel Comics.
W 1996 roku Wildstorm uruchomiło nowy imprint Homage Comics, opisany jako „dom dla autorskich projektów oraz bezpieczna przystań w coraz trudniejszym rynku komiksowym”. W początkowej ofercie znalazły się: Astro City Kurta Busieka, Obcy w raju Terry’ego Moore’a oraz nowa seria Leave it to Chance autorstwa Jamesa Robinsona i Paula Smitha. Później imprint prezentował dzieła Sama Kietha, w tym The Maxx, Zero Girl i Four Women, a także trzy miniserie Warrena Ellisa (Mek, Red, Reload) i westernowy horror Desperadoes Jeffa Mariotte’a.
W 1998 roku Wildstorm uruchomiło imprint Cliffhanger, który miał prezentować autorskie tytuły nowej generacji popularnych artystów, takich jak Humberto Ramos, J. Scott Campbell i Joe Madureira.
Wildstorm próbowało także zdobyć licencję na wydawanie komiksów Star Wars, składając ofertę Lucasfilm, ale ostatecznie przegrało z dotychczasowym wydawcą – Dark Horse Comics.
Ze względu na spadającą sprzedaż w całej branży komiksowej w USA oraz przekonanie, że jego rola jako wydawcy i obowiązki rodzinne kolidują z jego twórczością artystyczną, Jim Lee opuścił Image Comics i sprzedał WildStorm wydawnictwu DC Comics pod koniec 1998 roku, co pozwoliło mu ponownie skupić się na rysowaniu. Umowa weszła w życie w styczniu 1999 roku. DC Comics uznało tę decyzję za korzystną, twierdząc, że „wzmocni zarówno zdolność WildStorm do rozwijania swoich celów redakcyjnych, jak i różnorodność oferty DC”.
WildStorm pozostało redakcyjnie oddzielnym bytem od DC Comics, a obie firmy miały swoje siedziby na przeciwległych wybrzeżach Stanów Zjednoczonych – WildStorm w Kalifornii, a DC w Nowym Jorku. Dzięki przejęciu WildStorm przez DC, oba uniwersa komiksowych mogły współistnieć, a postacie z obu światów mogły pojawiać się w seriach wydawanych przez oba imprinty.
W 1999 roku WildStorm uruchomiło kilka nowych tytułów, w tym The Authority, brutalny komiks o superbohaterach, których głównym celem było uczynienie świata lepszym miejscem, bez względu na środki. Seria została stworzona przez Warrena Ellisa jako kontynuacja Stormwatch. Ellis napisał pierwsze dwanaście numerów, po czym serię przejął Mark Millar. The Authority łączyło klasyczne koncepcje superbohaterów z lat 60. z cynizmem lat 90. W crossoverze Coup d'état z 2004 roku bohaterowie przejęli kontrolę nad Stanami Zjednoczonymi.
Ellis i rysownik John Cassaday stworzyli także Planetary, serię o "badaczach niezwykłości", łączącą elementy popkultury, historii komiksów i literatury. WildStorm uruchomiło nowy imprint – America's Best Comics – jako przestrzeń twórczą dla angielskiego pisarza Alana Moore'a. W jego ramach wydano Promethea, Liga Niezwykłych Dżentelmenów, Opowieści jutra, Tom Strong i Top 10.
W 2001 roku WildStorm stworzyło imprint Eye of the Storm, eksperymentalną linię wydawniczą. W tym czasie WildStorm stało się głównie imprintem dla dojrzałych czytelników. Wildcats zostało przemianowane na Wildcats 3.0, aby odzwierciedlić zmianę tonu, a jego scenarzystą został Joe Casey. Gen13 zostało wznowione z nowym numerem #1, napisanym przez Chrisa Claremonta. Spin-off komiksu napisali Jimmy Palmiotti i Justin Gray. Miniseria Point Blank Eda Brubakera posłużyła jako punkt wyjścia do serii Sleeper, która zdobyła uznanie krytyków.
Warren Ellis rozpoczął pracę nad Global Frequency, którego prawa zostały zakupione przez Warner Bros. w 2004 roku. Nakręcono pilot serialu dla WB Network, ale nigdy go nie wyemitowano ani nie zamówiono pełnej serii. Mimo to pilot wyciekł do internetu.
W sierpniu 2006 roku WildStorm uprościło swoją markę, przywracając wszystkie tytuły pod jeden wspólny imprint WildStorm. Imprint WildStorm został oficjalnie zamknięty w grudniu 2010 roku. Ostatnim wydanym numerem był Wildcats (vol. 5) #30. DC zapowiedziało jednak, że postacie z WildStorm powrócą w przyszłości.
16 lutego 2017 roku Wildstorm został oficjalnie reaktywowany przez The Wild Storm #1 autorstwa Warrena Ellisa i Jona Davis-Hunta, w 24-częściowej serii, która na nowo przedstawiła uniwersum Wildstorm. 11 października 2017 roku wydawnictwo Wildstorm uruchomiło drugą serię pod szyldem The Wild Storm, wypuszczając 12-częściową miniserię The Wild Storm: Michael Cray autorstwa Bryana Hilla. Po zakończeniu komiksu The Wild Storm wydawnictwo DC Comics ogłosiło, że 28 sierpnia 2019 r. ma ukazać się nowa, sześcioczęściowa miniseria Wildcats, której scenariusz ponownie stworzy Ellis, a za rysunki odpowiada Ramon Villalobos. Jednak w 2019 r. została ona anulowana.
W 2023 roku James Gunn z DC Studios ogłosił, że trwają prace nad filmem opartym na The Authority, który pomoże stworzyć podwaliny nowego DCU. W listopadzie 2023 roku María Gabriela De Faría została obsadzona w roli The Engineer, członkini The Authority, w nadchodzącym filmie o Supermanie, przed filmem The Authority.

## Tytuły wydane w Polsce
- WildC.A.T.s(inne języki) (wyd. TM-Semic 1998)
- Liga Niezwykłych Dżentelmenów (Egmont Polska 2003-2019)
- The Authority (wyd. Manzoku 2007-2008; Egmont Polska 2020-2021)
- Planetary (wyd. Manzoku 2008; Egmont Polska 2017-2018)
- Top 10 (wyd. Egmont Polska 2017)
- Obcy w raju (wyd. Fantasmagorie 2018)
- Promethea (wyd. Egmont Polska 2019-2020)
- Tom Strong (wyd. Egmont Polska 2021-2022)
- Opowieści jutra (wyd. Egmont Polska 2023)
- Astro City (wyd. Mucha Comics 2024)